# (1835) Гайдария
(1835) Гайдария — астероид из главного пояса. Открыт 30 июля 1970 года Тамарой Смирновой в Крымской астрофизической обсерватории. Назван 1 июня 1975 года (Циркуляр № 3825) в честь детского писателя Аркадия Гайдара. Имеет маленький эксцентриситет и наклон орбиты.

## Орбита
Орбита данного астероида имеет довольно высокий положительный показатель Ляпунова (1/63000 года−1), что может свидетельствовать о её динамической неустойчивости.